# Jengi Kand (Kurdystan)
Jengi Kand – wieś w Iranie, w ostanie Kurdystan, w szahrestanie Bidżar. W 2006 roku liczyła 27 mieszkańców.